# Nogizaka46

Logo der Gruppe

Nogizaka46 (japanisch 乃木坂46, sprich Nogizaka Fortysix) ist eine 2011 von Yasushi Akimoto gecastete japanische Mädchengruppe.

## Mitglieder

### Erste Generation
- Manatsu Akimoto (秋元真夏) (* 20. August 1993 in der Präfektur Tokio)
- Erika Ikuta (生田絵梨花) (* 22. Januar 1997 in Düsseldorf)
- Rina Ikoma (生駒里奈) (* 29. Dezember 1995 in der Präfektur Akita)
- Marika Itō (伊藤万理華) (* 20. Februar 1996 in der Präfektur Osaka)
- Sayuri Inoue (井上小百合) (* 14. Dezember 1994 in der Präfektur Saitama)
- Misa Etō (衛藤美彩) (* 4. Januar 1993 in der Präfektur Ōita)
- Hina Kawago (川後陽菜) (* 22. März 1998 in der Präfektur Nagasaki)
- Mahiro Kawamura (川村真洋) (* 23. Juli 1995 in der Präfektur Osaka)
- Asuka Saitō (齋藤飛鳥) (* 10. August 1998 in der Präfektur Tokyo)
- Chiharu Saitō (斎藤ちはる) (* 17. Februar 1997 in der Präfektur Saitama)
- Yūri Saitō[1] (斉藤優里) (* 20. Juli 1993 in der Präfektur Tokyo)
- Reika Sakurai (桜井玲香) (* 16. März 1994 in der Präfektur Kanagawa, Kopf der Gruppe)
- Mai Shiraishi (白石麻衣) (* 20. August 1992 in der Präfektur Gunma)
- Kazumi Takayama (高山一実) (* 8. Februar 1994 in der Präfektur Chiba)
- Kana Nakada (中田花奈) (* 6. August 1994 in der Präfektur Saitama)
- Himeka Nakamoto (中元日芽香) (* 13. April 1996 in der Präfektur Hiroshima) (ältere Schwester von Suzuka Nakamoto)
- Nanase Nishino (西野七瀬) (* 25. Mai 1994 in der Präfektur Osaka)
- Ami Nōjō (能條愛未) (* 18. Oktober 1994 in der Präfektur Kanagawa)
- Hina Higuchi (樋口日奈) (* 31. Januar 1998 in der Präfektur Tokyo)
- Minami Hoshino (星野みなみ) (* 6. Februar 1998 in der Präfektur Chiba)
- Sayuri Matsumura (松村沙友理) (* 27. August 1992 in der Präfektur Osaka)
- Yumi Wakatsuki (若月佑美) (* 27. Juni 1994 in der Präfektur Shizuoka)
- Maaya Wada (和田まあや) (* 23. April 1998 in der Präfektur Hiroshima)

### Zweite Generation
- Karin Itō (伊藤かりん) (* 26. Mai 1993 in der Präfektur Kanagawa)
- Junna Itō (伊藤純奈) (* 30. November 1998 in der Präfektur Kanagawa)
- Hinako Kitano (北野日奈子) (* 17. Juli 1996 in Hokkaidō)
- Kotoko Sasaki (佐々木琴子) (* 28. August 1998 in der Präfektur Chiba)
- Mai Shinuchi (新内眞衣) (* 22. Januar 1992 in der Präfektur Saitama)
- Ayane Suzuki (鈴木絢音) (* 5. März 1999 in der Präfektur Akita)
- Ranze Terada (寺田蘭世) (* 23. September 1998 in der Präfektur Tokyo)
- Miona Hori (堀未央奈) (* 15. Oktober 1996 in der Präfektur Gifu)
- Rena Yamazaki (山崎怜奈) (* 21. Mai 1997 in der Präfektur Tokyo)
- Miria Watanabe (渡辺みり愛) (* 1. November 1999 in der Präfektur Tokyo)
- Iori Sagara (相楽伊織) (* 26. November 1997 in der Präfektur Saitama)

### Dritte Generation
- Riria Itō (伊藤理々杏) (* 8. Oktober 2002 in der Präfektur Okinawa)
- Renka Iwamoto (岩本蓮加) (* 2. Februar 2004 in der Präfektur Tokyo)
- Minami Umezawa (梅澤美波) (* 6. Januar 1999 in der Präfektur Kanagawa)
- Momoko Ōzono (大園桃子) (* 13. September 1999 in der Präfektur Kagoshima)
- Shiori Kubo (久保史緒里) (* 14. Juli 2001 in der Präfektur Miyagi)
- Tamami Sakaguchi (阪口珠美) (* 10. November 2001 in der Präfektur Tokyo)
- Kaede Satō (佐藤楓) (* 23. März 1998 in der Präfektur Aichi)
- Reno Nakamura (中村麗乃) (* 27. September 2001 in der Präfektur Tokyo)
- Hazuki Mukai (向井葉月) (* 23. August 1999 in der Präfektur Tokyo)
- Mizuki Yamashita (山下美月) (* 26. Juli 1999 in der Präfektur Tokyo)
- Ayano Yoshida Christie (吉田綾乃クリスティー) (* 6. September 1995 in der Präfektur Ōita)
- Yūki Yoda (与田祐希) (* 5. Mai 2000 in der Präfektur Fukuoka)

### Austauschschüler
- Rena Matsui (松井玲奈) (27. Juli 1991 in der Präfektur Aichi, aus SKE48)

### Ehemalige Mitglieder
- Honoka Yamamoto (山本穂乃香) (* 31. März 1998 in der Präfektur Aichi) ausgeschieden am 22. September 2011
- Ayaka Yoshimoto (吉本彩華) (* 18. August 1996 in der Präfektur Kumamoto) ausgeschieden am 22. September 2011
- Yumiko Iwase (岩瀬佑美子) (* 12. Juni 1990 in der Präfektur Saitama) ausgeschieden am 18. November 2012
- Mikumo Andō (安藤美雲) (* 21. Mai 1994 in der Präfektur Kanagawa) ausgeschieden am 16. Juni 2013
- Yukina Kashiwa (柏幸奈) (* 12. August 1994 in der Präfektur Kanagawa) zuvor Mitglied von Momoiro Clover Z, ausgeschieden am 17. November 2013
- Seira Miyazawa (宮澤成良) (* 29. Oktober 1993 in der Präfektur Chiba) ausgeschieden am 17. November 2013
- Nanami Nishikawa (西川七海) (* 3. Juli 1993 in der Präfektur Tokyo) zuvor Mitglied von AKB48 Kenkyūsei, ausgeschieden am 22. März 2014
- Rena Ichiki (市來玲奈) (* 22. Januar 1996 in der Präfektur Chiba) ausgeschieden am 21. Juli 2014
- Nene Itō (伊藤寧々) (* 12. Dezember 1995 in der Präfektur Gifu)
- Risako Yada (矢田里沙子) (* 8. März 1995 in der Präfektur Saitama)
- Kyouka Yonetoku (米徳京花) (* 14. April 1999 in der Präfektur Kanagawa)
- Seira Hatanaka (畠中清羅) (* 15. Dezember 1995 in der Präfektur Ōita) ausgeschieden am 4. April 2015[2]
- Rina Yamato (大和里菜) (* 14. Dezember 1994 in der Präfektur Miyagi) ausgeschieden am 15. Dezember 2014[3]
- Seira Nagashima (永島聖羅) (* 19. Mai 1994 in der Präfektur Aichi) ausgeschieden am 20. März 2016[4]
- Mai Fukagawa (深川麻衣) (* 29. März 1991 in der Präfektur Shizuoka) ausgeschieden am 16. Juni 2016[5]
- Nanami Hashimoto (橋本奈々未) (* 20. Februar 1993 in Hokkaidō) ausgeschieden am 20. Februar 2017[6]

## Diskografie

### Studioalben
| Jahr | Titel japanischer Titel                                           | Höchstplatzierung, Gesamtwochen, AuszeichnungChartsChartplatzierungen (Jahr, Titel, japanischer Titel, Platzierungen, Wochen, Auszeichnungen, Anmerkungen) | Anmerkungen                                                 |
| Jahr | Titel japanischer Titel                                           | JP | Anmerkungen                                                 |
| ---- | ----------------------------------------------------------------- | --- | ----------------------------------------------------------- |
| 2015 | Tōmei na Iro 透明な色                                             | JP1 Platin · (120 Wo.)JP | Erstveröffentlichung: 7. Januar 2015 Verkäufe: + 250.000    |
| 2016 | Sorezore no Isu それぞれの椅子                                    | JP1 Platin · (96 Wo.)JP | Erstveröffentlichung: 25. Mai 2016 Verkäufe: + 250.000      |
| 2017 | Umarete kara Hajimete Mita Yume 生まれてから初めて見た夢          | JP1 Platin · (57 Wo.)JP | Erstveröffentlichung: 24. Mai 2017 Verkäufe: + 250.000      |
| 2018 | Boku Dake no Kimi –Under Super Best– 僕だけの君~Under Super Best~ | JP1 Gold · (18 Wo.)JP | Erstveröffentlichung: 10. Januar 2018 Verkäufe: + 100.000   |
| 2019 | Ima ga Omoide ni Naru made 今が思い出になるまで                   | JP1 ×2Doppelplatin · (38 Wo.)JP | Erstveröffentlichung: 17. April 2019 Verkäufe: + 500.000    |
| 2021 | Time Flies –                                                      | JP1 Platin · (35 Wo.)JP | Erstveröffentlichung: 15. Dezember 2021 Verkäufe: + 250.000 |

### Singles
| Jahr | Titel Album                                                                               | Höchstplatzierung, Gesamtwochen, AuszeichnungChartsChartplatzierungen (Jahr, Titel, Album, Platzierungen, Wochen, Auszeichnungen, Anmerkungen) | Anmerkungen                                                                              |
| Jahr | Titel Album                                                                               | JP | Anmerkungen                                                                              |
| ---- | ----------------------------------------------------------------------------------------- | --- | ---------------------------------------------------------------------------------------- |
| 2012 | Guruguru Curtain (ぐるぐるカーテン) Tōmei na Iro                                          | JP2 Platin · (34 Wo.)JP | Erstveröffentlichung: 22. Februar 2012 Verkäufe: + 250.000                               |
| 2012 | Oide Shampoo (おいでシャンプー) Tōmei na Iro                                              | JP1 Platin · (34 Wo.)JP | Erstveröffentlichung: 2. Mai 2012 Verkäufe: + 250.000                                    |
| 2012 | Hashire! Bicycle (走れ! Bicycle) Tōmei na Iro                                             | JP1 Platin · (24 Wo.)JP | Erstveröffentlichung: 22. August 2012 Verkäufe: + 250.000                                |
| 2012 | Seifuku no Mannequin (制服のマネキン) Tōmei na Iro                                        | JP1 Platin + Gold (Digital) · (58 Wo.)JP | Erstveröffentlichung: 19. Dezember 2012 Verkäufe: + 350.000                              |
| 2013 | Kimi no Na wa Kibō (君の名は希望) Tōmei na Iro                                            | JP1 Platin + Gold (Digital) · (78 Wo.)JP | Erstveröffentlichung: 13. März 2013 Verkäufe: + 350.000                                  |
| 2013 | Girls Rule (ガールズルール) Tōmei na Iro                                                  | JP1 ×2Doppelplatin + Gold (Digital) · (49 Wo.)JP                                                                                               | Erstveröffentlichung: 3. Juli 2013 Verkäufe: + 600.000                                   |
| 2013 | Barrette (バレッタ) Tōmei na Iro                                                          | JP1 ×2Doppelplatin · (32 Wo.)JP | Erstveröffentlichung: 27. November 2013 Verkäufe: + 500.000                              |
| 2014 | Kiduitara Kataomoi (気づいたら片想い) Tōmei na Iro                                        | JP1 ×2Doppelplatin + Gold (Digital) · (21 Wo.)JP                                                                                               | Erstveröffentlichung: 2. April 2014 Verkäufe: + 600.000                                  |
| 2014 | Natsu no Free & Easy (夏のFree&Easy) Tōmei na Iro                                         | JP1 ×2Doppelplatin · (16 Wo.)JP | Erstveröffentlichung: 9. Juli 2014 Verkäufe: + 500.000                                   |
| 2014 | Nandome no Aozora ka? (何度目の青空か?) Tōmei na Iro                                      | JP1 ×3Dreifachplatin + Gold (Digital) · (31 Wo.)JP                                                                                             | Erstveröffentlichung: 8. Oktober 2014 Verkäufe: + 850.000                                |
| 2015 | Inochi wa Utsukushii (命は美しい) Sorezore no Isu                                         | JP1 ×3Dreifachplatin · (34 Wo.)JP | Erstveröffentlichung: 18. März 2015 Verkäufe: + 750.000                                  |
| 2015 | Taiyō Nokku (太陽ノック) Sorezore no Isu                                                  | JP1 ×3Dreifachplatin · (25 Wo.)JP | Erstveröffentlichung: 22. Juli 2015 Verkäufe: + 750.000                                  |
| 2015 | Ima, Hanashitai Dareka ga Iru (今、話したい誰かがいる) Sorezore no Isu                    | JP1 ×3Dreifachplatin · (32 Wo.)JP | Erstveröffentlichung: 28. Oktober 2015 Verkäufe: + 750.000                               |
| 2016 | Harujion ga Sakukoro (ハルジオンが咲く頃) Sorezore no Isu                                 | JP1 ×3Dreifachplatin + Gold (Digital) · (52 Wo.)JP                                                                                             | Erstveröffentlichung: 23. März 2016 Verkäufe: + 850.000                                  |
| 2016 | Hadashi de Summer (裸足でSummer) Umarete kara Hajimete Mita Yume                          | JP1 Diamant + Gold (Digital) · (78 Wo.)JP | Erstveröffentlichung: 27. Juli 2016 · Verkäufe: + 1.100.000 · + JP: Gold (Streaming)     |
| 2016 | Sayonara no Imi (サヨナラの意味) Umarete kara Hajimete Mita Yume                          | JP1 Diamant + Gold (Digital) · (97 Wo.)JP | Erstveröffentlichung: 9. November 2016 · Verkäufe: + 1.100.000 · + JP: Gold (Streaming)  |
| 2017 | Influencer (インフルエンサー) Umarete kara Hajimete Mita Yume                             | JP1 Diamant + Platin (Digital) · (129 Wo.)JP                                                                                                   | Erstveröffentlichung: 22. März 2017 · Verkäufe: + 1.250.000 · + JP: Gold (Streaming)     |
| 2017 | Nigemizu (逃げ水) Ima ga Omoide ni Naru made                                              | JP1 Diamant · (58 Wo.)JP | Erstveröffentlichung: 9. August 2017 Verkäufe: + 1.000.000                               |
| 2017 | Itsuka Dekiru Kara Kyou Dekiru (いつかできるから今日できる) Ima ga Omoide ni Naru made    | JP1 Diamant · (54 Wo.)JP | Erstveröffentlichung: 11. Oktober 2017 Verkäufe: + 1.000.000                             |
| 2018 | Synchronicity (シンクロニシティ) Ima ga Omoide ni Naru made                               | JP1 Diamant + Gold (Digital) · (99 Wo.)JP | Erstveröffentlichung: 25. April 2018 · Verkäufe: + 1.100.000 · + JP: Gold (Streaming)    |
| 2018 | Jikochū de Ikō! (ジコチューで行こう!) Ima ga Omoide ni Naru made                          | JP1 Diamant · (53 Wo.)JP | Erstveröffentlichung: 8. August 2018 Verkäufe: + 1.000.000                               |
| 2018 | Kaerimichi wa Tōmawari Shitaku Naru (帰り道は遠回りしたくなる) Ima ga Omoide ni Naru made | JP1 Diamant + Gold (Digital) · (92 Wo.)JP | Erstveröffentlichung: 14. November 2018 · Verkäufe: + 1.100.000 · + JP: Gold (Streaming) |
| 2019 | Sing Out! Time Flies                                                                      | JP1 Diamant · (81 Wo.)JP | Erstveröffentlichung: 29. Mai 2019 Verkäufe: + 1.000.000                                 |
| 2019 | Yoake Made Tsuyogaranakutemoii (夜明けまで強がらなくてもいい) Time Flies                  | JP1 Diamant · (66 Wo.)JP | Erstveröffentlichung: 4. September 2019 Verkäufe: + 1.000.000                            |
| 2020 | Shiawase no Hogoshoku (しあわせの保護色) Time Flies                                       | JP1 Diamant · (71 Wo.)JP | Erstveröffentlichung: 25. März 2020 Verkäufe: + 1.000.000                                |
| 2021 | Boku wa Boku o Suki ni Naru (僕は僕を好きになる) Time Flies                               | JP1 ×3Dreifachplatin · (52 Wo.)JP | Erstveröffentlichung: 27. Januar 2021 Verkäufe: + 750.000                                |
| 2021 | Gomen ne Fingers Crossed (ごめんねFingers crossed) Time Flies                             | JP1 ×3Dreifachplatin · (53 Wo.)JP | Erstveröffentlichung: 9. Juni 2021 Verkäufe: + 750.000                                   |
| 2021 | Kimi ni Shikarareta (君に叱られた) Time Flies                                             | JP1 ×3Dreifachplatin · (51 Wo.)JP | Erstveröffentlichung: 22. September 2021 Verkäufe: + 750.000                             |
| 2022 | Actually... –                                                                             | JP1 ×3Dreifachplatin · (46 Wo.)JP | Erstveröffentlichung: 23. März 2022 Verkäufe: + 750.000                                  |
| 2022 | Suki to Iu no wa Rock da ze! (好きというのはロックだぜ！) –                               | JP1 ×3Dreifachplatin · (34 Wo.)JP | Erstveröffentlichung: 31. August 2022 Verkäufe: + 750.000                                |
| 2022 | Koko ni wa Nai Mono (ここにはないもの) –                                                  | JP1 Diamant · (33 Wo.)JP | Erstveröffentlichung: 7. Dezember 2022 Verkäufe: + 1.000.000                             |
| 2023 | Hito wa Yume o Nido Miru (人は夢を二度見る) –                                             | JP1 ×3Dreifachplatin · (35 Wo.)JP | Erstveröffentlichung: 29. März 2023 Verkäufe: + 750.000                                  |
| 2023 | Ohitorisama Tengoku (おひとりさま天国) –                                                  | JP1 ×3Dreifachplatin · (32 Wo.)JP | Erstveröffentlichung: 23. August 2023 Verkäufe: + 750.000                                |
| 2023 | Monopoly –                                                                                | JP1 ×3Dreifachplatin · (24 Wo.)JP | Erstveröffentlichung: 6. Dezember 2023 Verkäufe: + 750.000                               |
| 2024 | Chance wa Byōdō (チャンスは平等) –                                                        | JP1 ×3Dreifachplatin · (26 Wo.)JP | Erstveröffentlichung: 10. April 2024 Verkäufe: + 750.000                                 |
| 2024 | Cheat Day (チートデイ) –                                                                  | JP1 ×3Dreifachplatin · (25 Wo.)JP | Erstveröffentlichung: 21. August 2024 Verkäufe: + 750.000                                |
| 2024 | Hodoukyo (歩道橋) –                                                                       | JP1 ×2Doppelplatin · (11 Wo.)JP | Erstveröffentlichung: 11. Dezember 2024 Verkäufe: + 500.000                              |
| 2025 | Navel orange (ネーブルオレンジ) –                                                         | JP— ×3DreifachplatinJP | Erstveröffentlichung: 26. März 2025 Verkäufe: + 750.000                                  |
| 2025 | Same numbers –                                                                            | JP— ×3DreifachplatinJP | Erstveröffentlichung: 30. Juli 2025 Verkäufe: + 750.000                                  |

Weitere Lieder
- 2020: I see... (JP: Gold (Streaming))
- 2020: Route 246 (JP: Gold (Digital), JP: Gold (Streaming))

### Videoalben
| Jahr | Titel                                                           | Höchstplatzierung, Gesamtwochen, AuszeichnungChartsChartplatzierungen (Jahr, Titel, Platzierungen, Wochen, Auszeichnungen, Anmerkungen) | Anmerkungen                                                 |
| Jahr | Titel                                                           | JP | Anmerkungen                                                 |
| ---- | --------------------------------------------------------------- | --- | ----------------------------------------------------------- |
| 2014 | 1st Year Birthday Live 2013.2.22 Makuhari Messe                 | JP1 (28 Wo.)JP | Erstveröffentlichung: 5. Februar 2014                       |
| 2015 | 2nd Year Birthday Live, 2014.2.22 Yokohama Arena                | JP2 (18 Wo.)JP | Erstveröffentlichung: 17. Juni 2015                         |
| 2015 | All MV Collection: Ano Toki no Kanojotachi                      | JP2 Gold · (129 Wo.)JP | Erstveröffentlichung: 23. Dezember 2015 Verkäufe: + 100.000 |
| 2016 | 3rd Year Birthday Live, 2015.2.22 Seibu Dome                    | JP4 (30 Wo.)JP | Erstveröffentlichung: 6. Juli 2016                          |
| 2017 | 4th Year Birthday Live, 2016.8.28-30 Jingu Stadium              | JP2 Gold · (24 Wo.)JP | Erstveröffentlichung: 28. Juni 2017 Verkäufe: + 100.000     |
| 2018 | 5th Year Birthday Live, 2017.2.20-22 Saitama Super Arena        | JP2 Gold · (19 Wo.)JP | Erstveröffentlichung: 28. März 2018 Verkäufe: + 100.000     |
| 2018 | Summer National Tour 2017 Final! in Tokyo Dome                  | JP2 Gold · (48 Wo.)JP | Erstveröffentlichung: 11. Juli 2018 Verkäufe: + 100.000     |
| 2019 | 6th Year Birthday Live                                          | JP1 (14 Wo.)JP | Erstveröffentlichung: 3. Juli 2019                          |
| 2020 | 7th Year Birthday Live                                          | JP2 Gold · (19 Wo.)JP | Erstveröffentlichung: 5. Februar 2020 Verkäufe: + 100.000   |
| 2020 | All MV Collection 2: Ano Toki no Kanojotachi                    | JP1 Gold · (24 Wo.)JP | Erstveröffentlichung: 9. September 2020 Verkäufe: + 100.000 |
| 2020 | 8th Year Birthday Live 2020.2.21~2.24 Nagoya Dome               | JP1 (12 Wo.)JP | Erstveröffentlichung: 23. Dezember 2020                     |
| 2021 | Mai Shiraishi Graduation Concert: Always Beside You             | JP1 (25 Wo.)JP | Erstveröffentlichung: 10. März 2021                         |
| 2022 | 9th Year Birthday Live Day1 All Members                         | JP11 (12 Wo.)JP | Erstveröffentlichung: 8. Juni 2022                          |
| 2022 | 9th Year Birthday Live Day2 2nd Members                         | — | Erstveröffentlichung: 8. Juni 2022                          |
| 2022 | 9th Year Birthday Live Day4 4th Members                         | JP20 (2 Wo.)JP | Erstveröffentlichung: 8. Juni 2022                          |
| 2022 | 9th Year Birthday Live Day5 3rd Members                         | JP17 (3 Wo.)JP | Erstveröffentlichung: 8. Juni 2022                          |
| 2022 | 9th Year Birthday Live 5Days                                    | JP3 (9 Wo.)JP | Erstveröffentlichung: 8. Juni 2022                          |
| 2022 | Summer National Tour 2021 Final! in Tokyo Dome                  | JP2 (10 Wo.)JP | Erstveröffentlichung: 16. November 2022                     |
| 2022 | Summer National Tour 2021 Final! in Tokyo Dome Day1             | — | Erstveröffentlichung: 16. November 2022                     |
| 2022 | Summer National Tour 2021 Final! in Tokyo Dome Day2             | JP13 (6 Wo.)JP | Erstveröffentlichung: 16. November 2022                     |
| 2023 | 10th Year Birthday Live Day1                                    | — | Erstveröffentlichung: 22. Februar 2023                      |
| 2023 | 10th Year Birthday Live Day2                                    | JP8 (14 Wo.)JP | Erstveröffentlichung: 22. Februar 2023                      |
| 2023 | 10th Year Birthday Live (完全生産限定盤)                        | JP2 (18 Wo.)JP | Erstveröffentlichung: 22. Februar 2023                      |
| 2023 | Nogizaka46 Saito Graduation Concert (完全生産限定盤)            | JP1 (14 Wo.)JP | Erstveröffentlichung: 25. Oktober 2023                      |
| 2023 | Nogizaka46 Saito Graduation Concert Day 2                       | JP8 (10 Wo.)JP | Erstveröffentlichung: 25. Oktober 2023                      |
| 2024 | 11th Year Birthday Live 5 Days (完全生産限定盤)                 | JP2 (9 Wo.)JP | Erstveröffentlichung: 21. Februar 2024                      |
| 2024 | 11th Year Birthday Live Days Manatsu Akimoto Graduation Concert | JP16 (5 Wo.)JP | Erstveröffentlichung: 21. Februar 2024                      |
| 2024 | 11th Year Birthday Live Day1 All Members                        | JP14 (5 Wo.)JP | Erstveröffentlichung: 21. Februar 2024                      |
| 2025 | 12th Year Birthday Live Day1                                    | — | Erstveröffentlichung: 12. Februar 2025                      |
| 2025 | 12th Year Birthday Live Day2                                    | — | Erstveröffentlichung: 12. Februar 2025                      |
| 2025 | 12th Year Birthday Live Day3                                    | — | Erstveröffentlichung: 12. Februar 2025                      |
| 2025 | 12th Year Birthday Live Day4                                    | JP13 (2 Wo.)JP | Erstveröffentlichung: 12. Februar 2025                      |
| 2025 | 12th Year Birthday Live (Limited Edition)                       | JP2 (2 Wo.)JP | Erstveröffentlichung: 12. Februar 2025                      |

## Auszeichnungen für Musikverkäufe
Anmerkung: Auszeichnungen in Ländern aus den Charttabellen bzw. Chartboxen sind in ebendiesen zu finden.
| Land/RegionAuszeichnungen für Musikverkäufe (Land/Region, Auszeichnungen, Verkäufe, Quellen) | Gold       | Platin       | Diamant       | Verkäufe   | Quellen            |
| -------------------------------------------------------------------------------------------- | ---------- | ------------ | ------------- | ---------- | ------------------ |
| Japan (RIAJ)                                                                                 | 25× Gold25 | 73× Platin73 | 12× Diamant12 | 32.000.000 | riaj.or.jp JP2 JP3 |
| Insgesamt                                                                                    | 25× Gold25 | 73× Platin73 | 12× Diamant12 |            |                    |